# Tromboneconcert (Rimski-Korsakov)
Het concert voor trombone en militair blaasorkest van Nikolaj Rimski-Korsakov werd geschreven in 1877.

## Delen
Het concert bestaat uit drie delen:
- I. Allegro vivace;
- II. Andante cantabile:
- III. Allegro-allegretto.

Het derde deel is geschreven in marsstijl. Het tweede en derde deel eindigen met een cadens. Een typische uitvoering duurt ongeveer tien minuten.

## Geschiedenis
Het concert werd geschreven voor een collega-marine-officier genaamd Leonov. De première vond plaats tijdens een garnizoensconcert in Kronstadt op 16 maart 1878. De Amerikaanse première vond plaats in juni 1952 in The Mall in Central Park (New York) met Davis Schuman, trombone en de Goldman Band.

## Bezetting
Het werk is naast de solotrombone georkestreerd voor:
- 3 fluiten (waarvan 1 piccolo), 2 hobo's, 6 klarinetten (waarvan 1 esklarinet, 1 basklarinet en 1 altklarinet), 2 fagotten;
- 2 altsaxofoons, 1 tenorsaxofoon en 1 baritonsaxofoon;
- 4 hoorns, 4 trompetten, 3 trombones, 1 tuba en 1 bariton;
- 3 slagwerkers.

Er is ook een bewerking voor de standaard Amerikaanse band-bezetting van Walter Nallin.